# Cornelia Grotsch
Cornelia „Conny“ Grotsch (* 1962 in Halle (Saale)) ist eine deutsche Theaterschauspielerin und Sprecherin. 

## Biografie
Grotsch studierte Schauspiel an der Theaterhochschule „Hans Otto“ in Leipzig. Anschließend war sie kurz am Theater Gera engagiert, bevor sie im Jahr 1995 zum Mittelsächsischen Theater in Freiberg kam, wo sie bis heute ein Engagement als Schauspielerin innehat.
1993 wurde Grotsch von einem Technikunternehmen, für das sie schon längere Zeit arbeitete, für das Sprechen von Haltestellenansagen entdeckt. Seit 2001 spricht sie die Haltestellenansagen für die Fahrzeuge der Leipziger Verkehrsbetriebe. 2024 beschlossen die Leipziger Verkehrsbetriebe, Grotschs Stimme in den Leipziger Straßenbahnen teilweise durch KI-Ansagen zu ersetzen. Zu hören ist ihre Stimme heutzutage auch in den Zügen von Abellio Rail Mitteldeutschland, der Halberstädter und Schöneiche-Rüdersdorfer Straßenbahn, bei der Thüringerwaldbahn und Straßenbahn Gotha, in den Stadtbussen von Gera, Neubrandenburg (teilweise), Aschaffenburg (teilweise) und Straubing (teilweise). Zeitweise war sie „die Stimme“ von zwanzig Verkehrsunternehmen gleichzeitig, nicht mehr zu hören ist sie unter anderem in Chemnitz, Jena, Görlitz, Heidelberg, in den Dresdner Straßenbahnen sowie in den Stadtbussen von Weimar, Suhl, Eisenach, Zwickau, Hoyerswerda, Hürth und Barsinghausen, ebenfalls auch nicht mehr bei Abellio Rail Baden-Württemberg. Zudem hat sie die Bahnsteigansagen für die Stadtbahnstation in Bonn-Bad Godesberg besprochen. 
Ein Professor für Logopädie, der Grotschs Stimme anhand der von ihr gesprochenen Haltestellenansagen in einem Zeitungsartikel untersuchte, stellte fest, dass diese besonders „erotisch“ sei.

## Hörspiele (Auswahl)
- 1990: Heinz Pelka: Eine Nacht und ein Tag (Liz) – Regie: Klaus Zippel (Original-Hörspiel, Kriminalhörspiel, Kurzhörspiel – Rundfunk der DDR)[4]